# 郭承凱

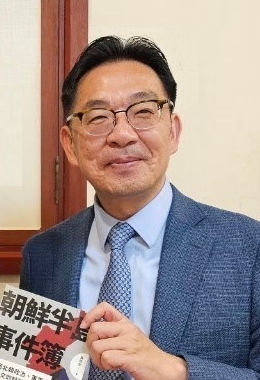
2023年攝於韓國釜山

郭承凱（1970年—），臺灣省花蓮縣人，中華民國外交官。於國立政治大學外交學系畢業後，服役於海軍陸戰隊，退役後前往韓國就讀高麗大學政治外交研究所，期間在高麗大學圖書館結識韓國籍女友沈明珠，兩人於2001年結婚。
郭承凱研究所畢業回臺後，參加外交特考，是20年來首度以專攻韓文而上榜者。2001年起擔任公務人員，曾任駐韓國台北代表部三等秘書、駐雪梨臺北經濟文化辦事處組長、駐韓國臺北代表部政務組長、外交部領事事務局主任秘書等職務，現任駐韓國臺北代表部釜山辦事處總領事銜處長。
| 外交職務      | 外交職務                       | 外交職務 |
| ------------- | ------------------------------ | -------- |
| 前任： 林晨富 | 中華民國駐釜山處長 2023年5月－ | 繼任： ' |

## 外部連結
- 郭承凱. . 外交部通訊. 2001年6月  [2023-08-11]. （原始内容存档于2023-08-11）.